# Калюжный (хутор)
Калю́жный — хутор в Шпаковском муниципальном округе Ставропольского края России.

## География
Хутор расположен в пределах Ставропольской возвышенности, на высоте 383 метра над уровнем моря.
Расстояние до краевого центра: 29 километров. Расстояние до районного центра: 36 километров. Ближайшие населённые пункты: посёлок Цимлянский, хутор Весёлый, станица Темнолесская.
Рядом с Калюжным берёт начало балка Ляхова, впадающая слева в реку Большой Янкуль.
На окраине хутора находится общественное открытое кладбище.

## История
Хутор основан в середине XIX века Михаилом Калюжным, переселенцем из Таврической губернии, на арендованной земле в Удельной степи:34.
В наиболее полном списке населённых мест Ставропольской губернии с момента её образования в 1847 году:113, составленном в 1873 году И. В. Бентковским, среди поселений Пятигорского уезда, входивших в состав Ставропольского удельного имения, упоминается хутор Колюжного на балке Хабунтус, в 120 верстах от уездного города Пятигорска. По данным Бентковского, в хуторе числилось 4 двора, 22 мужчины, 18 женщин; все жители — малороссы православного вероисповедания:28.
В списке на 1889 год имеются сведения о хуторе арендатора Колюжного, расположенном в урочище Колюжном, на земле удельного ведомства, в Александровском уезде, и насчитывавшем 23 жилых строения и 149 жителей. По «Памятной книжке Ставропольской губернии на 1904 год», население хутора Калюжного составляло 280 человек:6.
В списке на 1909 год значатся два хутора на балке Шатыр-Курган под названиями 1-й Калюжный и 2-й Калюжный, приписанные к обществу села Янкуль Александровского уезда. В 1-м в числилось 16 дворов и 108 жителей, во 2-м — 26 дворов и 167 жителей (всего 42 двора и 275 жителей). Хутора стояли на расстоянии полуверсты друг от друга. Одним из ближайших к ним населённых пунктов в списке названа станица Темнолесская Кубанской области (в 12½ верстах от 2-го Калюжного):68—69.
В списке населённых мест Ставропольской губернии по данным переписи 1916—1917 гг. упомянуты хутора Калюжные при волостном селе Янкуль:208. А в книге В. А. Колесникова «Станицы Ставрополья» сообщается о хуторе Калюжном, существовавшем в 1916 году в юрте станицы Темнолесской и состоявшем из 45 дворов, населённых крестьянами-арендаторами.
В списке на 1920 год, опубликованном в справочнике «Административно-территориальное устройство Ставрополья с конца XVIII века по 1920 год», в числе населённых пунктов Янкульской волости Александровского уезда — хутора Калюжный I и Калюжный II:220.
В 1924 году в результате районирования Ставропольской губернии хутор Калюжный вошёл в состав Курсавского района, образованного из волостей и населённых пунктов части бывшего Александровского уезда. В том же году создан Калюженский сельсовет. 6 января 1925 года сельсовет был выделен из Курсавского района Ставропольского округа Северо-Кавказского края и присоединён к Ставропольскому району.
Согласно «Списку населённых мест Северо-Кавказского края» на 1925 год, Калюженский сельсовет (в источнике — Колюжненский) объединял 7 населённых пунктов: административный центр — село Калюжное, хутора Алексеевский, Весёлый 1-й, Весёлый 2-й, Весёлый 3-й, Калюжный и Свистунов. В селе Калюжном было 47 дворов, 281 житель, начальная школа и библиотека. В хуторе Калюжном, находившемся в версте от центра сельсовета, — 19 дворов и 120 жителей:288—289.
Согласно «Поселенным итогам переписи 1926 года по Северо-Кавказскому краю», в состав сельсовета входило 8 населённых пунктов: хутора Алексеевский, Весёлый 1-й, Весёлый 2-й, Весёлый 3-й, Калюженский 1-й, Калюженский 2-й, Литвинова и Свистунова. В Калюженском 1-м насчитывалось 27 дворов и 162 жителя; в Калюженском 2-м — 43 двора и 234 жителя. Общая численность населения Калюженского сельсовета составляла 961 человек, преобладающая национальность — украинцы (80 %):273.
В период коллективизации на территории Калюженского сельсовета были образованы колхозы: имени Сталина, в октябре 1955 года влившийся в укрупнённый колхоз им. Молотова (с 1958 — «Темнолесский»); «Пробуждение». В 1948 году организован колхоз «Красный колос», в 1950-х также объединённый с колхозом им. Молотова.
В соответствии с картой Генштаба Красной армии 1941 года, на начало Великой Отечественной войны Калюжный (на карте подписан как Калюженский) состоял из 99 дворов. В августе 1942 года населённый пункт был оккупирован немецкими войсками. Освобождён 19 января 1943 года. Перед отступлением оккупанты успели вырубить на хозяйственные нужды участок леса, располагавшийся рядом с Калюжным, и сжечь около 30 домов, принадлежавших местным жителям.
Указом Президиума Верховного совета РСФСР от 18.06.1954 г. и решением Ворошиловского райсовета от 23.06.1954 г. № 20 Калюженский и Темнолесский сельсоветы были объединены в Темнолесский с центром в станице Темнолесской.
Весной 1954 года Калюжный был радиофицирован.
В 1968 году постановлением Ставропольского крайисполкома № 1077 хутор Калюжный признан «неперспективным». По информации, размещённой на сайте администрации Темнолесского сельсовета, он был покинут местным населением.
В 1971 году в районе хутора Калюжного произошло землетрясение интенсивностью до 6—7 баллов по шкале MSK-64:12.
На 1 января 1983 года Калюжный по-прежнему числился в составе Темнолесского сельсовета:29. На карте Генштаба ВС СССР 1985 года издания для хутора указана численность населения около 140 человек. По итогам переписи 1989 года, в нём насчитывалось 48 человек. К концу 1990-х годов хутор состоял из 11 жилых домов, к концу 2011 года — из 6:6.
В 1996—2020 гг. Калюжный входил в состав упразднённого Темнолесского сельсовета Шпаковского муниципального района Ставропольского края.
В сборнике «Заговорили обелиски», составленном в 2014 году авторским коллективом станции юных туристов г. Михайловска, приводятся такие сведения об этом хуторе: «Живут там несколько семей, приехавших из Дагестана и занимающихся разведением овец, и один коренной житель — Калюжный Василий Кириллович. Когда-то это был один из красивейших хуторов нашего района. Там жили и работали сотни людей. После распада колхозного хозяйства хутор стал почти полностью заброшен».

## Население
| 1989 | 2002 | 2010 | 2013 | 2014 | 2021 |
| ---- | ---- | ---- | ---- | ---- | ---- |
| 48   | ↗59  | ↘26  | →26  | →26  | ↘24  |

Согласно данным переписи 2002 года, в национальной структуре населения русских 42 %, кумыков 31 %.
По сведениям администрации Темнолесского сельсовета, численность населения хутора составляла: в 2014 году — 25 человек, в 2015-м — 20 человек, в 2016-м — 13 человек, в 2017-м — 19 человек, в 2018-м — 16 человек.

## Памятники
Памятник «Погибшим в Гражданской и Великой Отечественной войнах»
Во время Гражданской войны на окраине хутора Калюжного были погребены четверо неизвестных красноармейцев, убитых в 1918—1920 годы участниками Белого движения. В 1952 году их останки перезахоронили в братской могиле в центре хутора, на которой в том же году установили памятник (обелиск) из бутового камня в форме сужающейся кверху трапеции.